# John C. Chase
Pour les articles homonymes, voir John Chase (homonymie) et Chase.
John Calvin Chase, né le 27 mai 1870 et mort le 27 janvier 1937, est un syndicaliste et homme politique socialiste américain. Il est considéré comme le premier maire socialiste de l'histoire des États-Unis. 
Chase est élu pour deux mandats en tant que maire de Haverhill dans le Massachusetts sous l'étiquette social-démocrate. Plus tard, il se présente sans succès en tant que candidat socialiste au poste de gouverneur du Massachusetts et de New York, et en tant que candidat au Congrès dans l'Ohio et en Virginie occidentale.

## Jeunesse
John Calvin Chase est né à Gilmanton dans le New Hampshire le 27 mai 1870 dans une famille ouvrière. Quand John n'avait que 1 an, la famille a déménagé dans la petite ville d' Ossipee. Peu après, son père est mort d'un accident du travail. John Chase et ses quatre frères et sœurs sont restés sous la garde de leur mère Lynthia, qui a déménagé dans une autre petite ville du New Hampshire, Milton Mills, pour travailler dans les usines de textile. 
Chase commence à travailler à 9 ans. Il accompagne sa mère dans son travail d'usine. La famille a souvent déménagé à la recherche d'un travail stable, vivant également à Sanford, Maine et Barnstead. 
À l'âge de 13 ans, il part pour la première fois travailler dans une usine de chaussures . Il se joint au Syndicat des travailleurs de la botte et de la chaussure en 1888, où il est ensuite élu délégué à la convention annuelle. 
Chase déménage dans la ville de Haverhill dans le Massachusetts en 1890 pour y travailler dans une usine de chaussures . Les activités syndicales de Chase le rendent rapidement inemployable sur son lieu de travail. Il décide donc de participer à la création une épicerie coopérative à Haverhill.

## Carrière politique
Chase est membre du Parti du Peuple (dit «Parti populiste») pendant la première moitié des années 1890. En 1894, les populistes de Haverhill rejoignent une large coalition réformiste avec le Parti ouvrier socialiste d'Amérique (SLP), le Parti de la prohibition et d'autres progressistes non affiliés pour les élections municipales. John Chase est l'un des candidats de cette coalition. 
Au lendemain de la campagne de 1894, Chase prend sa carte au Parti ouvrier socialiste d'Amérique. Chase est bientôt un membre engagé de ce parti marxiste, se présentant pour le poste de procureur général du Massachusetts sur la liste du SLP lors de l'élection de 1896.
La section locale de Haverhill SLP s'oppose à la politique de double syndicalisme de la Fédération américaine du travail. En février 1898, Chase rend la charte SLP de la section Haverhill au bureau national de New York, mettant ainsi fin à ses liens avec le parti. Le mois suivant, Chase devient le responsable d'une nouvelle section locale à Haverhill du Parti social-démocrate d'Amérique (en), une organisation dirigée par Victor L. Berger et Eugene V. Debs . Chase accumule rapidement 60 demandes d'adhésion pour la nouvelle organisation, transformant ainsi l'ancienne section Haverhill SLP en Local Haverhill SDP .

### Maire de Haverhill
À la suite d'une défaite lors de la campagne de novembre 1898 pour le Sénat de l'État du Massachusetts, dans laquelle il termine deuxième sur quatre candidats, Chase prend la tête de la candidature du SDP en tant que candidat du parti à la mairie de Haverhill, sortant victorieux par une pluralité de 356 voix. Chase est ainsi le premier maire socialiste élu d'une ville américaine. Chase est rejoint à la mairie par trois échevins socialistes nouvellement élus, en tant que membres du Conseil Commun (Common Council) de Haverhill. Toutefois, ce succès est tempéré par le fait que le Conseil Commun de Haverhill compte 21 membres à l'époque, reléguant les socialistes à une position minoritaire dans le gouvernement civique.
Le programme SDP de 1898 pour Haverhill appelle à la mise en place de l'initiative populaire et du référendum, à la propriété municipale des services publics, aux emplois garantis dans les travaux publics pour les chômeurs, à l'élimination des passages à niveau non surveillés et à la gratuité des vêtements pour les enfants pauvres afin qu'ils puissent aller à l'école.
La victoire de Chase à la mairie en tant que premier maire socialiste des Etats-Unis captive l'imagination de la presse de gauche. Julius Wayland, rédacteur en chef de l'hebdomadaire Appel à la raison déclare que « ces quelque 2 500 votes ont fait plus pour attirer l'attention sur le socialisme que tout ce qui aurait pu être fait par d'autres moyens ». Paul Tyner du magazine d'information L'Arène voit dans la victoire de Chase l'annonce d'une longue séries de victoire socialistes aux élections locales .
Chase est réélu à la mairie de Haverhill en 1899, battant un candidat de «fusion» nommé conjointement par les partis démocrate et républicain. Toutefois, après deux succès électoraux successifs, il est battu aux élections de 1900.

### Militant du Parti socialiste
À l'été 1901, le Parti social-démocrate fusionne avec une autre organisation du même nom et des groupes plus petits pour former le Parti socialiste d'Amérique (SPA). Chase est élu premier secrétaire de la SPA do Local Haverhill au moment de sa formation. Peu de temps après, Chase est nommé responsable national et conférencier pour cette organisation, parcourant le pays et parlant au nom du nouveau parti.
En 1902 et 1903, Chase est nommé candidat du Parti socialiste au poste de gouverneur du Massachusetts. Chase reçoit plus de 8,4% des suffrages exprimés lors d'une première campagne et près de 6,4% lors d'une seconde.

### Activité politique ultérieure
Chase est ensuite élu secrétaire d'État du Parti socialiste de New York, la filiale de l'État de New York du SPA .
En 1906, Chase est sélectionné comme candidat socialiste au poste de gouverneur de New York. Il reçoit 21 751 voix lors de cette campagne, soit près de 1,5% du total des votes exprimés.
Chase se présente trois fois au Congrès américain en tant que socialiste, dans le 14e district de l'Ohio en 1920 et dans le 2e district de Virginie Occidentale en 1922 et 1924.

## Mort et héritage
John C. Chase est décédé le 27 janvier 1937 à New Brighton, Pennsylvanie.
Certaines des archives de Chase résident dans celles du Parti socialiste de New York, situées à la Tamiment Library et aux Robert F. Warner Labor Archives de la Bobst Library sur le campus de l'Université de New York. 

## Travaux
- "Municipal Socialism in America," The Outlook, January 24, 1900, pp. 249–257.
- "Millennium Dawn in Massachusetts," Wilshire's Magazine, January 1903, pp. 61–63.
- "How I Became a Socialist," The Comrade [New York], 1903, pg. 109.